# Едвард Симор
Едвард Симор (енгл. Edward Seymour; око 1506. - Лондон, 22. јануар 1552) био је лорд протектор Краљевине Енглеске, као регент свог сестрића Едварда VI.
Рођен је негде око 1506, у племићкој породици. Старији је брат Томаса и Џејн Симор. Први пут се оженио с Кетрин Филол, али је тај брак поништен, након тога што је откривена њена афера с Едвардовим оцем. Други пут се оженио Ен Симор (рођ. Стенхоуп). Дошао је на власт заједно са братом, након тога што се Џејн удала за енглеског краља Хенрија VIII. Џејн је родила сина Едварда (касније краљ Едвард VI) а недуго затим је она умрла. 5. јуна 1536, је Хенри Едварду Симору доделио титулу виконта Бјучемпа а 15. октобра 1537, титулу војводе од Самерсета. Када је француски краљ Анри II 1549, објавио рат Енглеској, Едвард се нашао у безизлазној ситуацији. Након неуспелог бега, ухапшен је и одведен у Лондон тауер, где је 22. јануара 1552, погубљен.